# 사이네이 류지
사이네이 류지(載寧龍二, 1981년 10월 8일 ~ )는 일본의 배우이다.

## 출연작

### 드라마
- 2004년~2005년 《특수전대 데카렌쟈》 아카자 반반 (반)/데카 레드 역
- 2011년《해적전대 고카이쟈 4화》 아카자 반반 (반)/데카 레드 역
- 2012년 《비공인전대 아키바렌쟈》사이네지 류지(본인)역/(망상속) 아카자 반반 역
- 2015년 《특수전대 데카렌쟈 V시네마 10years after》 아카자 반반 (반)/데카 레드 역